# Hlynne (Sarny)
Hlynne (ukrainisch Глинне; russisch Глинное Glinnoje, polnisch Glinno) ist ein Dorf im Nordosten der ukrainischen Oblast Riwne mit etwa 2200 Einwohnern (2001).
Das erstmals 1499 schriftlich erwähnte Dorf liegt nahe der ukrainisch-belarussischen Grenze auf einer Höhe von 152 m am linken Ufer der Stwyha (Ствига), einem 178 km rechten Nebenfluss des Prypjat, 38 km nordwestlich vom ehemaligen Rajonzentrum Rokytne und etwa 160 km nordwestlich vom Oblastzentrum Riwne.
Durch das Dorf verläuft die Territorialstraße T–18–29.
Im Bezug auf die Geburtenraten ist die Gemeinde, in der mehr als 600 Familien mit drei oder mehr Kindern leben, führend in Europa. Eine Familie hat sogar 19 Kinder.
Am 12. Juni 2020 wurde das Dorf ein Teil neu gegründeten Landgemeinde Beresowe, bis dahin bildete es zusammen mit den Dörfern Chmil (Хміль), Dubno (Дубно) und Posnan die Landratsgemeinde Hlynne (Глиннівська сільська рада/Hlynniwska silska rada) im Norden des Rajons Rokytne.
Am 17. Juli 2020 wurde der Ort Teil des Rajons Sarny.